# Приуранка
Приура́нка (рос. Приуранка) — село у складі Новосергієвського району Оренбурзької області, Росія.
Стара назва — Приуранний.

## Населення
Населення — 102 особи (2010; 113 у 2002).
Національний склад (станом на 2002 рік):
- башкири — 71 %